# Озёрский городской округ (Челябинская область)
Озёрский городско́й о́круг — муниципальное образование в Челябинской области России.
Административный центр — город Озёрск.
Соответствует административно-территориальной единице город Озёрск (не включённой в состав районов). Образует ЗАТО.

## История
Статус и границы городского округа установлены законом Челябинской области от 11 ноября 2004 года № 287-ЗО «О статусе и границах Озёрского городского округа»

## Население
| 2009    | 2010    | 2012    | 2013    | 2014    | 2015    | 2016    |
| ------- | ------- | ------- | ------- | ------- | ------- | ------- |
| 98 855  | ↘93 044 | ↘92 316 | ↘91 745 | ↘91 276 | ↘90 567 | ↘90 027 |
| 2017    | 2018    | 2019    | 2020    | 2021    | 2023    |         |
| ↘89 731 | ↘89 535 | ↘89 227 | ↘88 835 | ↘87 182 | ↘86 692 |         |

Башкиры - 5409 человек (2010 год)

## Состав городского округа
| № | Населённый пункт | Тип населённого пункта            | Население |
| - | ---------------- | --------------------------------- | --------- |
| 1 | Бижеляк          | посёлок железнодорожного разъезда | ↘214      |
| 2 | Метлино          | посёлок                           | ↘3506     |
| 3 | Новая Теча       | деревня                           | ↗144      |
| 4 | Новогорный       | посёлок                           | ↘6294     |
| 5 | Озёрск           | город, административный центр     | ↘76 434   |
| 6 | Селезни          | деревня                           | ↗64       |
| 7 | Татыш            | посёлок железнодорожной станции   | ↘31       |